# 兵庫県道126号松帆八木線
兵庫県道126号松帆八木線（ひょうごけんどう126ごう まつほやぎせん）は、兵庫県南あわじ市を通る一般県道である。

## 概要
南あわじ市松帆西路から南あわじ市八木養宜上に至る。

### 路線データ
- 終点：南あわじ市松帆西路（西路交差点、兵庫県道31号福良江井岩屋線交点、神戸淡路鳴門自動車道 西淡三原IC）
- 起点：南あわじ市八木養宜上（養宜上交差点、国道28号交点）
- 総延長：6.586 km

## 路線状況

### 道路施設

#### 橋梁
- 押上橋（三原川、南あわじ市）

## 地理

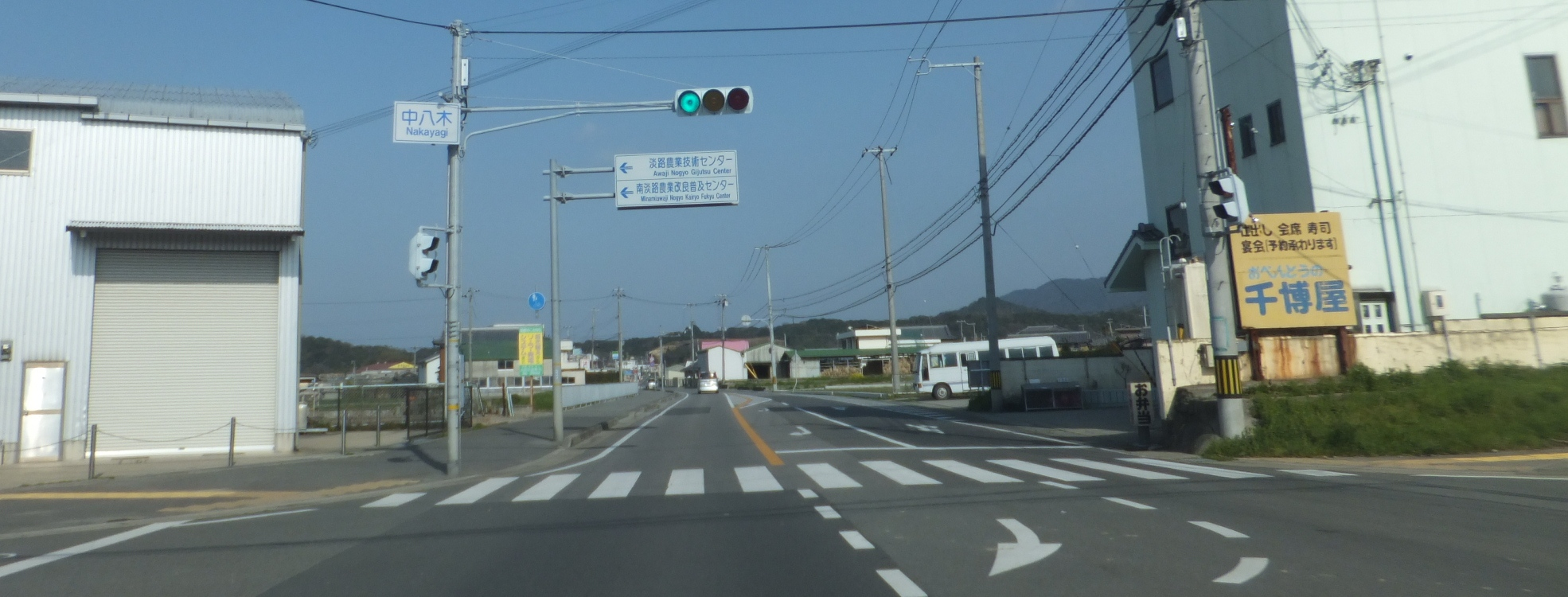
南あわじ市八木養宜上で撮影

### 通過する自治体
- 南あわじ市

### 交差する道路
| 交差する道路                                        | 交差する場所 | 交差する場所                    |
| --------------------------------------------------- | ------------ | ------------------------------- |
| E28 神戸淡路鳴門自動車道 兵庫県道31号福良江井岩屋線 | 松帆西路     | 西路交差点 / 起点 10 西淡三原IC |
| 兵庫県道66号大谷鮎原神代線                          | 榎列大榎列   | 大榎列交差点                    |
| 兵庫県道478号市八木線                               | 八木新庄     |                                 |
| 国道28号                                            | 八木養宜上   | 養宜上交差点 / 終点             |

### 沿線
- 淡路ファームパーク イングランドの丘